# هانس یورگ وایسبریخ
هانس یورگ وایسبریخ (انگلیسی: Hansjörg Weißbrich؛ زادهٔ ۶ فوریهٔ ۱۹۶۷) تدوینگر اهل آلمان است.
وی همچنین برندهٔ جوایزی همچون جایزه فیلم آلمان شده‌است.
از فیلم‌هایی که وی در آن‌ها نقش داشته‌است، می‌توان به من آدم تو هستم اشاره نمود.

## حضور در ایران
هانس یورگ وایسبریخ برای برگزاری کارگاه تخصصی تدوینِ فیلم مهمان سی و هفتمین جشنواره جهانی فیلم فجر بود.